# 雨女
雨女是日本流傳的妖怪之一。

## 概述
傳說古代中國巫山的神女有著呼風喚雨的本領，而日本文化在鳥山石燕《畫圖百鬼夜行》中記載的「雨女」也具有這種能力。但人們一般並不把它視為妖怪。
因其喚雨的力量受到百姓所景仰，祂的地位有別於其他妖怪，甚至足以匹敵神明。

## 中國的雨神
在中國關於「雨神」有這麼一則故事。
神農氏時期的「雨神」叫做「赤松子」。他服用過一種處方——冰玉散，使得他可以在熊熊烈火中穿梭自如。這處方後來傳授給了神農氏。他常常去崑崙山，進入西王母娘娘的宮殿中，乘著風雨往返天上人間。神農氏的女兒曾追隨他學過法術，最後兩人雙雙隱退避世，但偶爾還會以「雨神」的姿態回到人間。

## 日本的傳說
在古代降雨被視為上天的恩惠，因若長期不降雨則草木皆枯，作物無法生長就會造成飢荒。因此很久以前在日本就有祈雨的儀式，這和民間信仰緊緊結合在一起。
祈雨的對象現在日本各地都可見到，例如長野縣東筑摩郡就有一顆「降雨石」。
這「降雨石」是一顆紅色光滑的石頭，露出地面約有兩張塌塌米大小的巨大岩石，傳說若有人動了它的話就會下六十天的雨。
曾經有人想把它當作自己家裡的庭石而動手挖掘，結果引發三個月連續不斷的大雨。
在青森縣還有一個「降雨地藏」，據說若將它投入河中或狠狠修理一頓的話也能導致下雨。

## 參看
- 日本妖怪列表